# Neptis tamur
Neptis tamur är en fjärilsart som beskrevs av Fujioka 1970. Neptis tamur ingår i släktet Neptis och familjen praktfjärilar. Inga underarter finns listade i Catalogue of Life.